# روان‌شناسی مصنوعی
روان‌شناسی مصنوعی (به انگلیسی: artificial psychology) معانی متعددی داشته‌است که با توجه به استفاده اخیر مربوط به هوش مصنوعی (AI)، قدمت آن به قرن ۱۹ بازمی‌گردد. در سال ۱۹۹۹، Zhiliang Wang و Lun Xie نظریه ای از روانشناسی مصنوعی بر اساس هوش مصنوعی ارائه کردند. آنها روانشناسی انسان را با استفاده از روش‌های تحقیق علم اطلاعات و تحقیقات هوش مصنوعی برای کاوش عمیق‌تر در ذهن انسان تجزیه و تحلیل می‌کنند.

## نظریه اصلی
دان کرتیس (متولد ۱۹۶۳) روان‌شناسی مصنوعی را یک رشته نظری پیشنهاد کرد. این نظریه موقعیتی را در نظر می‌گیرد که هوش مصنوعی به سطح پیچیدگی نزدیک می‌شود که در آن هوش دارای دو شرط باشد:
شرایط اول
- الف: تمام تصمیمات خود را مستقل می‌گیرد
- ب: قادر به تصمیم‌گیری بر اساس اطلاعاتی است که هست

1. جدید
2. انتزاعی
3. ناقص

- ج: هوش مصنوعی قادر است بر اساس داده‌های جدید خود را مجدداً برنامه‌ریزی کند و به آن اجازه تکامل دهد.
- د: و قادر است تضادهای برنامه‌نویسی خود را حتی در صورت وجود داده‌های ناقص حل کند. این بدان معنی است که هوش به‌طور مستقل تصمیمات مبتنی بر ارزش را می‌گیرد و به ارزش‌هایی اشاره می‌کند که هوش برای خود ایجاد کرده‌است.

شرط دوم
- هر چهار معیار در شرایطی که بخشی از برنامه عملیاتی اصلی نیستند رعایت می‌شوند

هنگامی که هر دو شرط برآورده شد، بر اساس این نظریه، این احتمال وجود دارد که هوش بر اساس اطلاعات واقعی یا ایجاد شده به نتایج غیرمنطقی برسد. در این مرحله، معیارهایی برای مداخله برآورده می‌شوند که به دلیل ماهیت فوق‌العاده پیچیده خود پایگاه کد، لزوماً با کدگذاری مجدد ساده فرایندها حل نمی‌شوند. بلکه بحث با هوش در قالبی است که بیشتر شبیه روان‌شناسی کلاسیک (انسانی) است. اگر هوش را نمی‌توان با وارد کردن مستقیم کد جدید دوباره برنامه‌ریزی کرد، بلکه هوش را ملزم می‌کند تا خود را از طریق یک فرایند تجزیه و تحلیل و تصمیم‌گیری بر اساس اطلاعات ارائه شده دوباره برنامه‌ریزی کند. توسط یک انسان، برای اینکه بتواند بر رفتاری غلبه کند که با هدف یا توانایی ماشین‌ها برای عملکرد عادی ناسازگار است، پس طبق تعریف، روانشناسی مصنوعی چیزی است که لازم است. سطح پیچیدگی مورد نیاز قبل از برآورده شدن این آستانه‌ها در حال حاضر موضوع بحث گسترده‌ای است. تئوری روانشناسی مصنوعی به ویژگی‌های این سطوح نمی‌پردازد، بلکه فقط به این می‌پردازد که سطح آن‌قدر پیچیده‌است که هوش به سادگی توسط یک توسعه‌دهنده نرم‌افزار قابل رمزگذاری مجدد نیست، و بنابراین ناکارآمدی باید از طریق همان فرآیندهایی که انسان‌ها باید مورد بررسی قرار گیرد. برای رسیدگی به ناکارآمدی‌های خود اقدام کنند. در همین راستا، روانشناسی مصنوعی به این سؤال که آیا هوش آگاه است یا نه، نمی‌پردازد. از سال ۲۰۲۲، سطح هوش مصنوعی به هیچ آستانه ای نزدیک نمی‌شود که در آن هیچ‌یک از نظریه‌ها یا اصول روانشناسی مصنوعی حتی قابل آزمایش باشد، و بنابراین، روانشناسی مصنوعی تا حد زیادی یک رشته نظری باقی می‌ماند. حتی در سطح نظری، روانشناسی مصنوعی به عنوان یک مرحله پیشرفته از هوش مصنوعی باقی می‌ماند.

## مطالعات بیشتر
- Holstein, Hans Jürgen; Stålberg, Lennart (1974). Homo Cyberneticus: Artificial psychology and generative micro-sociology (به انگلیسی). Sociografica.
- Lu, Quan; Chen, Jing; Meng, Bo (2006).  Feng, Ling; Wang, Guoren; Zeng, Cheng; Huang, Ruhua (eds.). "Web Personalization Based on Artificial Psychology". Web Information Systems – WISE 2006 Workshops. Lecture Notes in Computer Science (به انگلیسی). Springer Berlin Heidelberg. 4256: 223–229. doi:10.1007/11906070_22. ISBN 978-3-540-47664-1.
- Crowder, James A.; Friess, Shelli (2012). Artificial psychology: the psychology of AI (PDF). Proceedings of the 3rd annual international multi-conference on informatics and etics. CiteSeerX 10.1.1.368.170.
- Artificial psychology: an attainable scientific research on the human brain. (1999). Proceedings of the Second International Conference on Intelligent Processing and Manufacturing of Materials. IPMM’99 (Cat. No.99EX296), Intelligent Processing and Manufacturing of Materials, 1999. IPMM ’99. Proceedings of the Second International Conference On, 1067. doi:10.1109/IPMM.۱۹۹۹٫۷۹۱۵۲۸